# Белла, Ева
Ева Белла (англ. Eva Bella) — американская актриса озвучивания.

## Ранняя жизнь
Родилась 4 июня 2002 года в Омахе, в штате Небраска. Свою карьеру начала в возрасте 6 лет, снимаясь в различных рекламных роликах. Также появилась в нескольких фильмах и на телевидении, в частности была голосом молодой Эльзы в «Холодном сердце» и Шиммер в «Шиммер и Шайн». Позже она вновь озвучила молодую Эльзу во франшизе «Холодное сердце».

## Фильмография

### Фильм
| Год  | Название                | Роль                    | Примечания        |
| ---- | ----------------------- | ----------------------- | ----------------- |
| 2011 | Снежинка                | Венди (озвучка)         | Английская версия |
| 2013 | Ветер крепчает          | Молодая Кайо (озвучка)  | Английская версия |
| 2013 | Холодное сердце         | Молодая Эльза (озвучка) |                   |
| 2016 | Супергерои              | Молодая Су (озвучка)    |                   |
| 2016 | Список Джессики Дарлинг | Сара                    | Постпродакшн      |
| 2017 | Рыжие и Серые           | Молодая Мерил (озвучка) | Пре-продакшн      |

### Телевидение
| Год            | Название                                 | Роль                        | Примечания                                                |
| -------------- | ---------------------------------------- | --------------------------- | --------------------------------------------------------- |
| 2013           | Марон                                    | Майли                       | «Projections»                                             |
| 2013           | Сэм и Кэт                                | Эмили                       | «#SecretSafe»                                             |
| 2014           | Накорми меня                             | Гвен                        | «The Goal of Sexual Intercourse»                          |
| 2014           | Кларенс                                  | Маленькая девочка (озвучка) | «A Pretty Great Day with Girl», «Lost in the Supermarket» |
| 2015           | Безумцы                                  | Джули                       | «Lost Horizon»                                            |
| 2015-настоящее | Whisker Haven Tales with the Palace Pets | Блум                        | «Whoop De Doo», «Halloween in Whisker Haven»              |
| 2015-настоящее | Шиммер и Шайн                            | Шиммер (озвучка)            | Главная роль                                              |